# Айгуес-Тортес-і-Лаго-Сан-Маурісіо
Айгуес-То́ртес-і-Ла́го-Сан-Маурі́сіо (ісп. Aigüestortes y Lago de San Mauricio) — національний парк на півночі Іспанії. Площа 141 км². Заснований в 1955 році. Гірські ландшафти, озера, альпійські луки.